# Facèlia
Facèlia (Phacelia) és un gènere de plantes amb flors amb unes 200 espècies de plantes herbàcies anuals o perennes. És natiu d'Amèrica del Nord i Amèrica del Sud.
Tradicionalment aquest gènere s'ha ubicat dins la família Hydrophyllaceae dins l'ordre Boraginales. Com que alguns botànics han trobat que les famílies Boraginaceae i Hydrophyllaceae és un grup parafilètic es considera la família basal en el clade Euasterids I. Altres botànics continuen reconeixent Hydrophyllaceae i Boraginales, però no essent monofilètic el gènere facèlia el posen en la família Boraginaceae.
Moltes espècies del gènere facèlia es cultiven com planta ornamental i planta mel·lífera.
El contacte amb algunes espècies de Phacelia pot causar irritació similar a la de l'heura verinosa i el roure verinós en individus sensibles.

## Algunes espècies
| - Phacelia adenophora Glandular Yellow Phacelia - Phacelia affinis Limestone Phacelia - Phacelia anelsonii Aven Nelson's Phacelia - Phacelia argentea Sand Dune Phacelia - Phacelia argillacea Attwood's Phacelia, Clay Phacelia (endangered) - Phacelia austromontana Southern Sierra Phacelia - Phacelia bolanderi Bolander's Phacelia - Phacelia brachyloba Shortlobe Phacelia - Phacelia breweri Brewer's Phacelia - Phacelia californica California Phacelia - Phacelia calthifolia Caltha-leaved Phacelia - Phacelia campanularia California Bluebell, Desertbells - Phacelia cicutaria Caterpillar Phacelia - Phacelia ciliata Great Valley Phacelia - Phacelia coerulea Skyblue Phacelia - Phacelia congdonii Congdon's Phacelia - Phacelia cookei Cooke's Phacelia - Phacelia corymbosa Serpentine Phacelia - Phacelia crenulata Notch-leaved Phacelia, Cleftleaf Wild Heliotrope - Phacelia cryptantha Hiddenflower Phacelia - Phacelia curvipes Washoe Phacelia - Phacelia dalesiana Scott Mountain Phacelia - Phacelia davidsonii Davidson's Phacelia - Phacelia distans Distant Phacelia - Phacelia divaricata Divaricate Phacelia - Phacelia douglasii Douglas' Phacelia - Phacelia egena Kaweah River Phacelia - Phacelia eisenii Eisen's Phacelia - Phacelia exilis Transverse Range Phacelia, Lavender Windows - Phacelia fimbriata Fringed Phacelia - Phacelia floribunda San Clemente Island Phacelia, Southern Island Phacelia - Phacelia formosula North Park Phacelia (endangered) - Phacelia fremontii Frémont's Phacelia - Phacelia grandiflora Largeflower Phacelia - Phacelia greenei Scott Valley Phacelia - Phacelia grisea Santa Lucia Phacelia - Phacelia gymnoclada Nakedstem Phacelia - Phacelia hastata Silverleaf Phacelia - Phacelia humilis Low Phacelia - Phacelia hydrophylloides Waterleaf Phacelia - Phacelia imbricata Imbricate Phacelia - Phacelia insularis Coast Phacelia - Phacelia inundata Playa Phacelia | - Phacelia inyoensis Inyo Phacelia - Phacelia ivesiana Ives' Phacelia - Phacelia lemmonii Lemmon's Phacelia - Phacelia leonis Siskiyou Phacelia - Phacelia linearis Threadleaf Phacelia - Phacelia longipes Longstalk Phacelia - Phacelia malvifolia Stinging Phacelia - Phacelia marcescens Persistentflower Phacelia - Phacelia minor Whitlavia, Wild Canterbury Bells - Phacelia mohavensis Mojave Phacelia - Phacelia monoensis Mono Phacelia - Phacelia mustelina Weasel Phacelia, Death Valley Round-leaved Phacelia - Phacelia mutabilis Changeable Phacelia - Phacelia nashiana Charlotte's Phacelia - Phacelia neglecta Alkali Phacelia - Phacelia nemoralis Shade Phacelia - Phacelia orogenes Mountain Phacelia - Phacelia pachyphylla Blacktack Phacelia - Phacelia parishii Parish's Phacelia - Phacelia parryi Parry's Phacelia - Phacelia pedicellata Pedicellate Phacelia - Phacelia perityloides Panamint Phacelia - Phacelia phacelioides Mt. Diablo Phacelia - Phacelia platyloba Broadlobe Phacelia - Phacelia pringlei Pringle's Phacelia - Phacelia procera Tall Phacelia - Phacelia purpusii Purpus' Phacelia - Phacelia purshii Miami Mist - Phacelia quickii Quick's Phacelia - Phacelia racemosa Racemose Phacelia - Phacelia ramosissima Branching Phacelia - Phacelia rattanii Rattan's Phacelia - Phacelia rotundifolia Roundleaf Phacelia - Phacelia saxicola Stonecrop Phacelia - Phacelia sericea Silky Phacelia - Phacelia stebbinsii Stebbins' Phacelia - Phacelia stellaris Star Phacelia, Brand's Phacelia - Phacelia tanacetifolia Lacy Phacelia - Phacelia thermalis Heated Phacelia - Phacelia vallicola Mariposa Phacelia - Phacelia vallis-mortae Death Valley Phacelia - Phacelia viscida Tacky Phacelia |

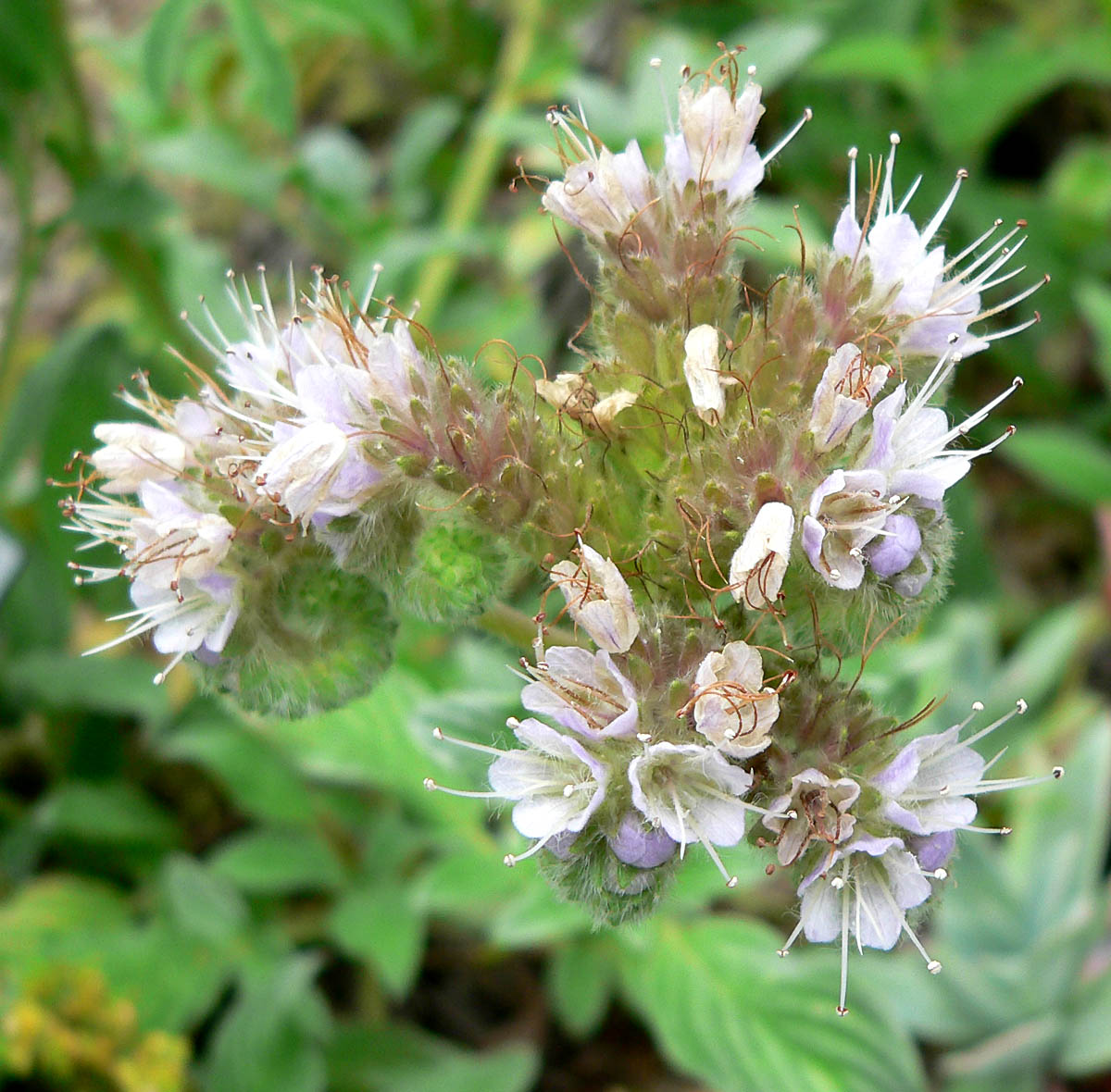
Phacelia argentea
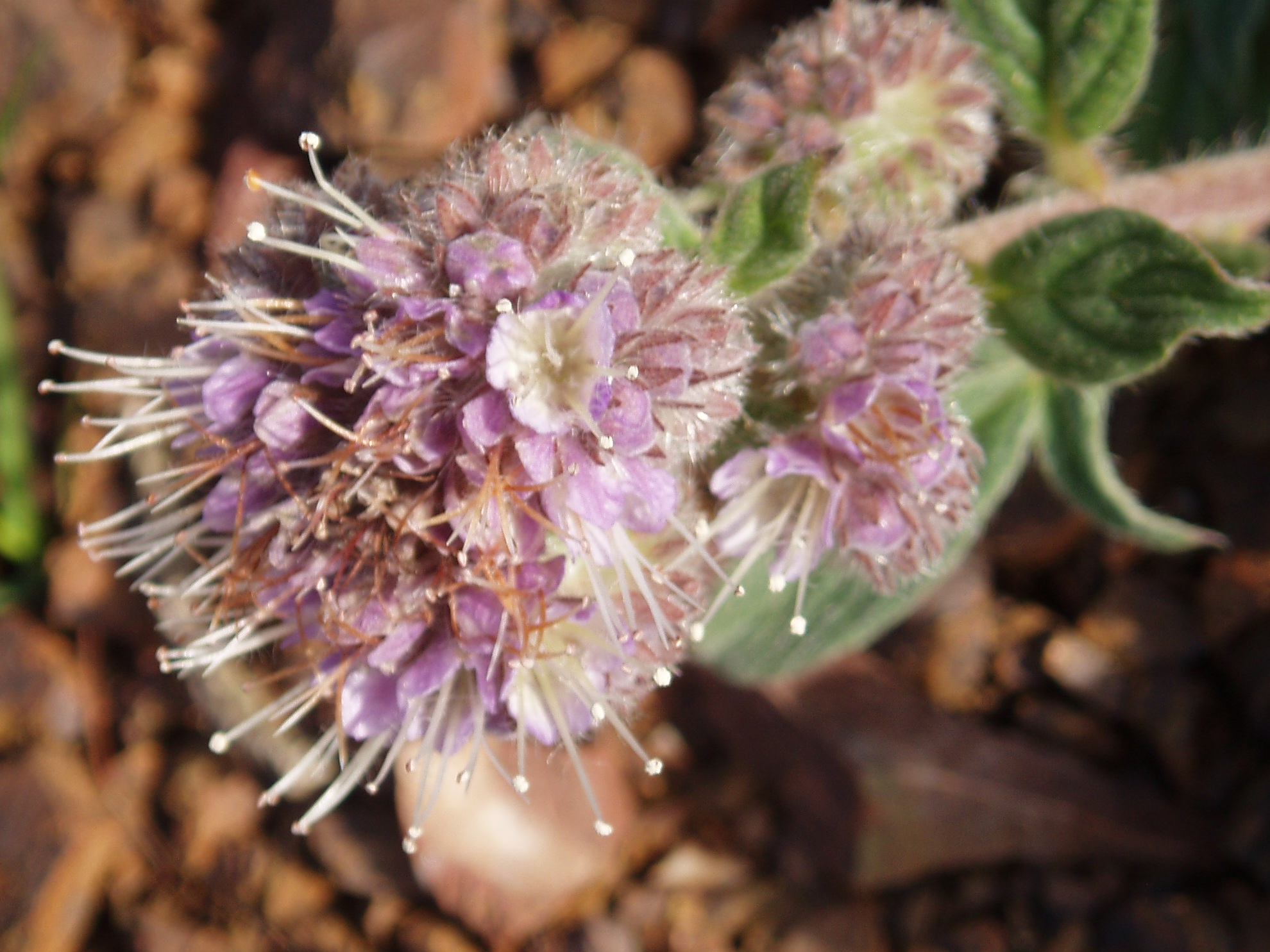
Phacelia californica
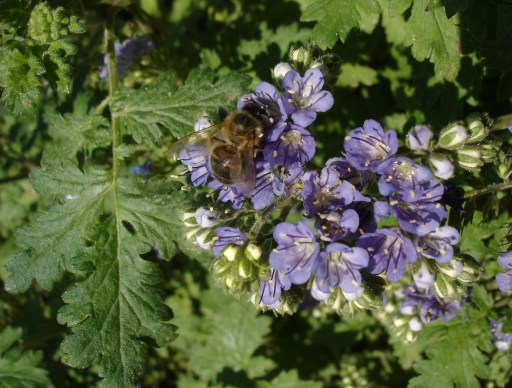
Phacelia congesta
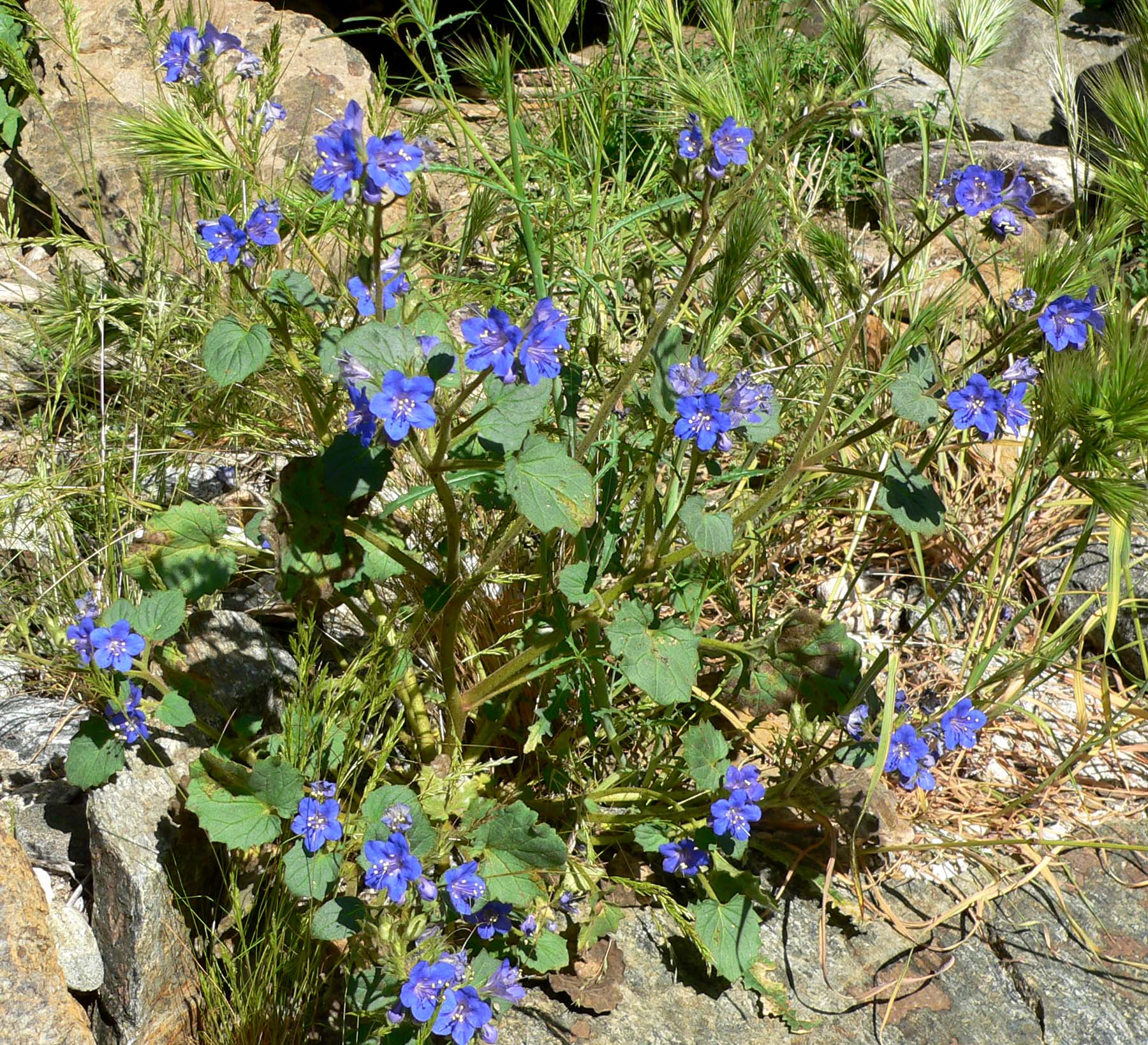
Phacelia parryi
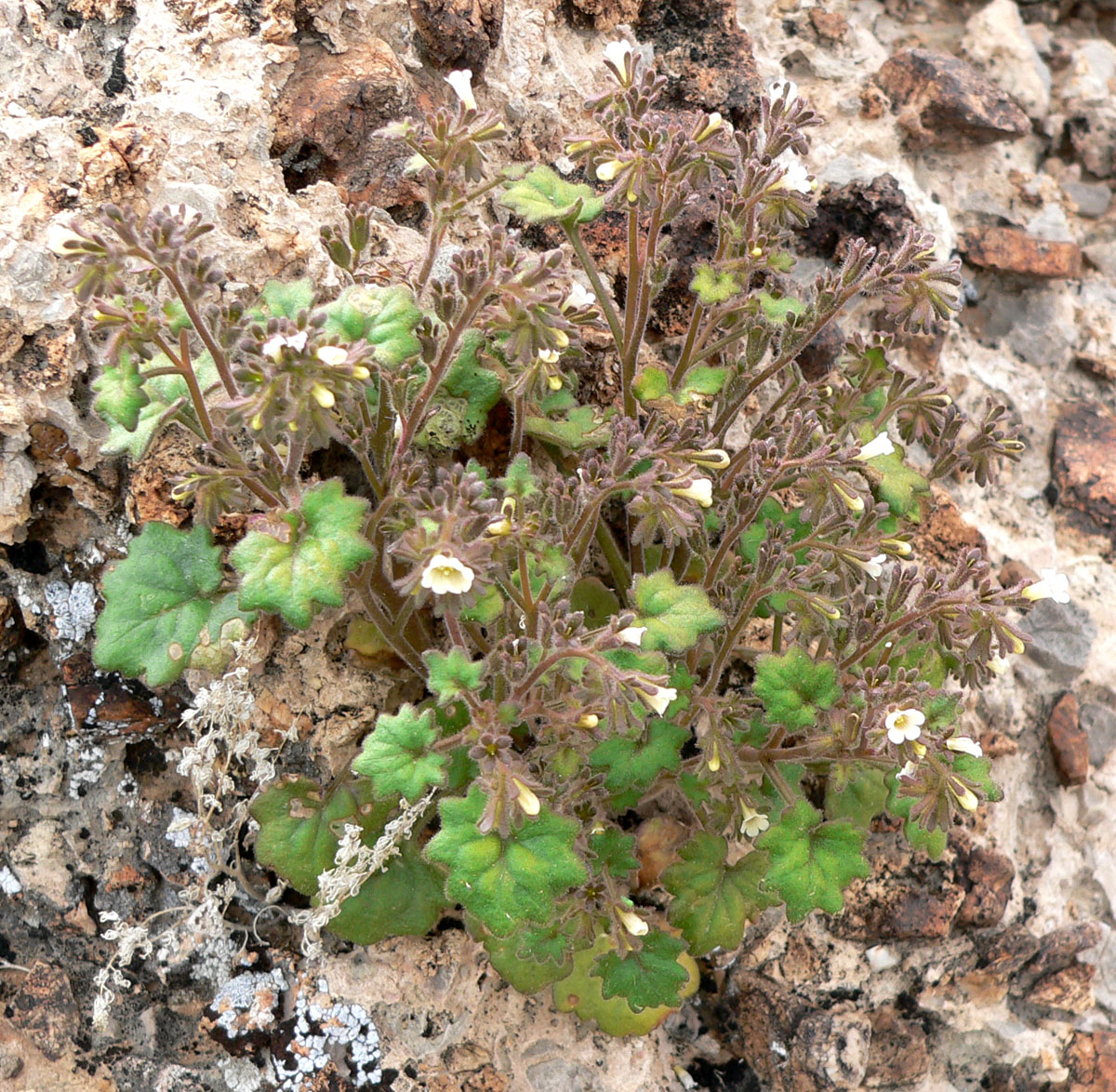
Phacelia rotundifolia
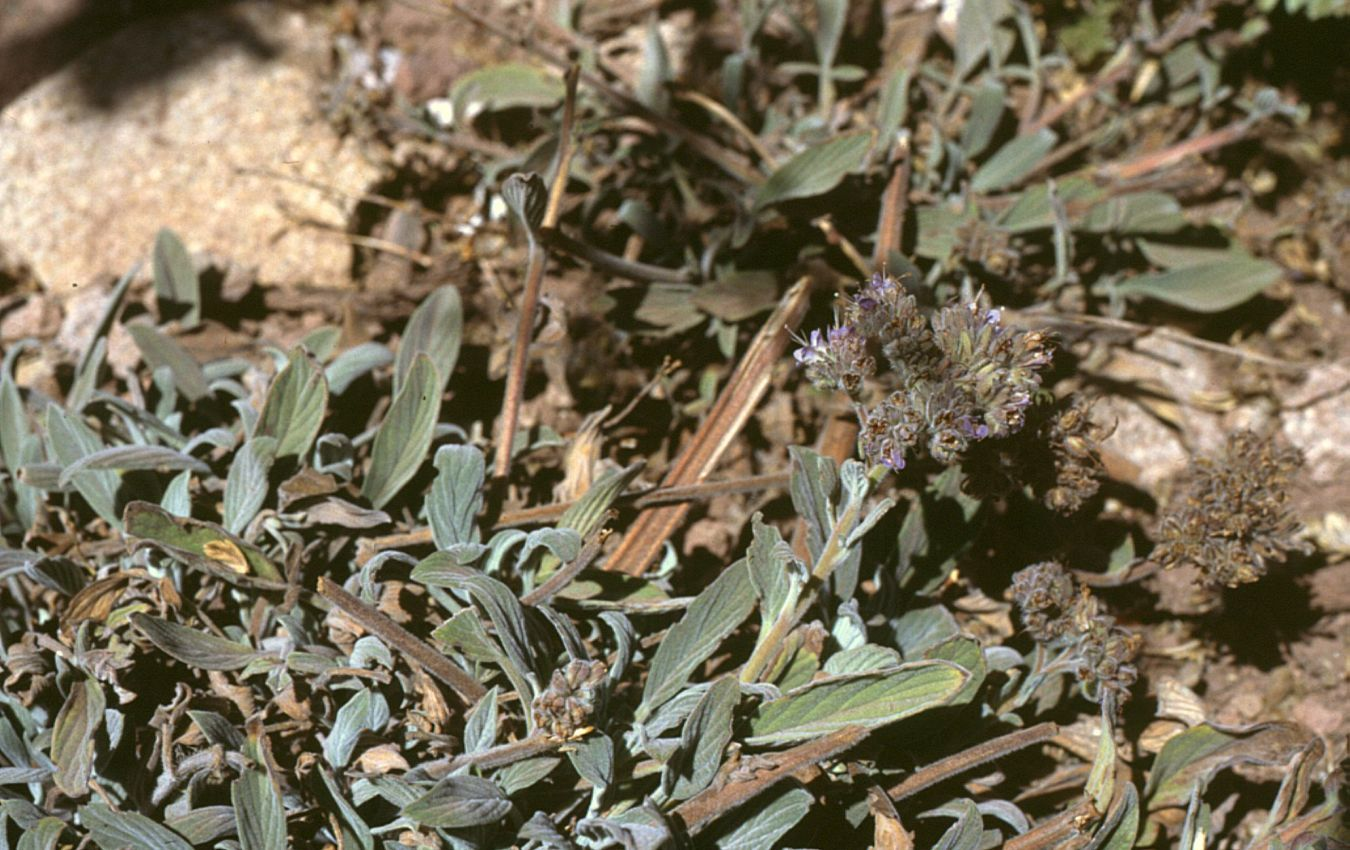
Phacelia secunda
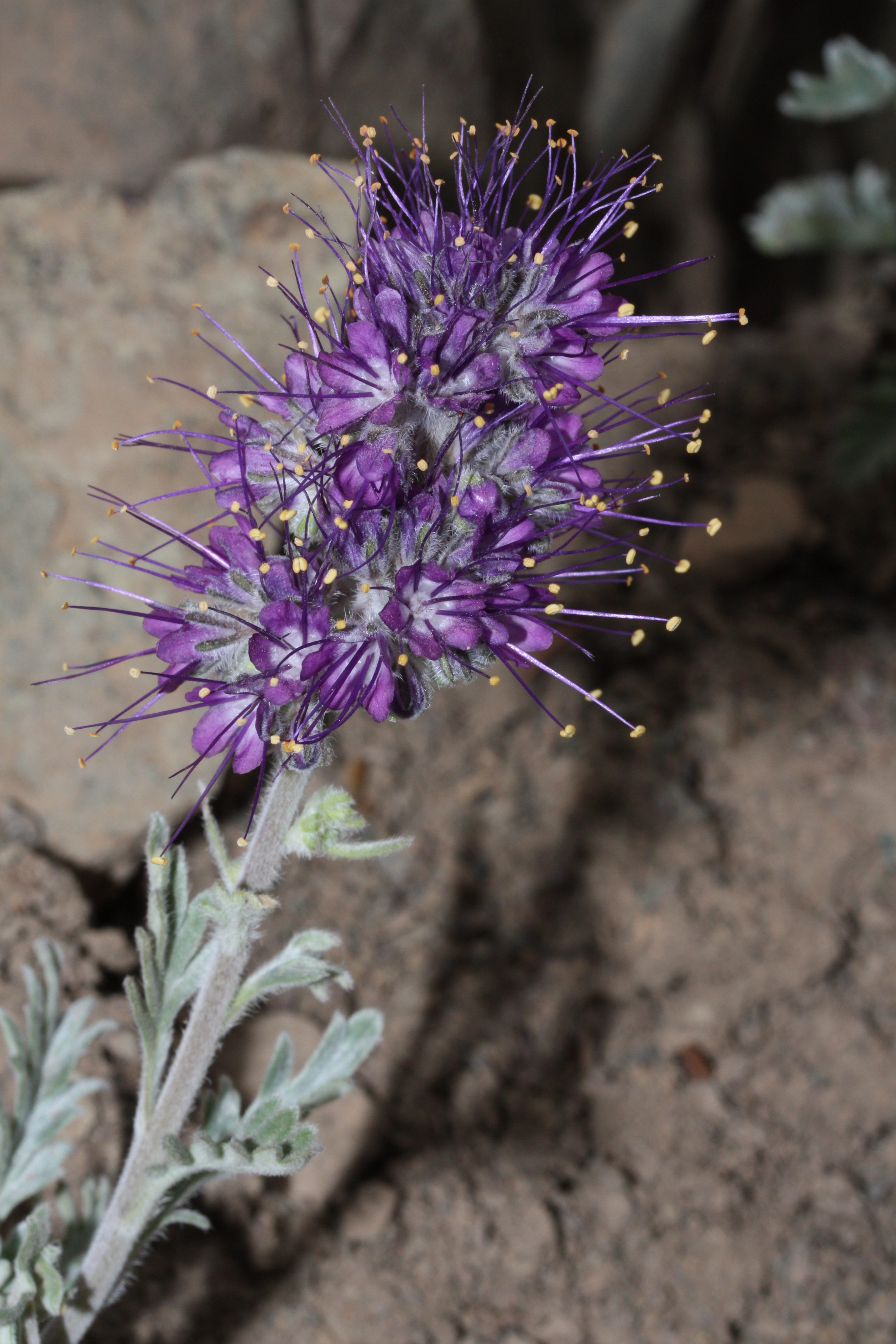
Phacelia sericea
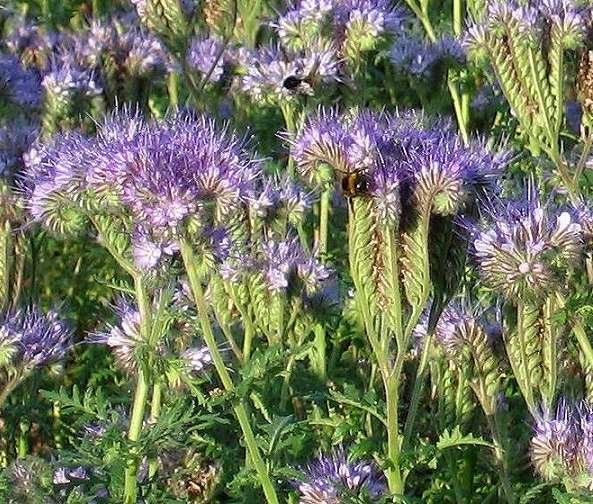
Phacelia tanacetifolia